# San Vicente el Encanto
San Vicente el Encanto är en ort i Mexiko.   Den ligger i kommunen Las Margaritas och delstaten Chiapas, i den sydöstra delen av landet, 900 km öster om huvudstaden Mexico City. San Vicente el Encanto ligger 1 249 meter över havet och antalet invånare är 117.
Terrängen runt San Vicente el Encanto är varierad. Runt San Vicente el Encanto är det ganska glesbefolkat, med 30 invånare per kvadratkilometer. Närmaste större samhälle är San Juan Bautista, 3,6 km sydost om San Vicente el Encanto. I omgivningarna runt San Vicente el Encanto växer i huvudsak städsegrön lövskog.